# دروان
روستای دُروان یا دوروان روستای زیبا و ییلاقی دروان از توابع بخش مرکزی شهرستان کرج و استان البرز می‌باشد. اهالی روستا زبان پهلوی اشکانی، گویش کرجی را با گویشی نزدیک به طالقانی و مازندرانی صحبت می‌کنند.

## نام
در ادبیات فارسی دُر به معنای مروارید است و وان هم در ادبیات کهن پارسی به معنای نگهبان است. در نتیجه نام این روستا به معنی نگهبان مروارید است.

## محصولات
محصولات عمده کشاورزی این روستا گردو و آلبالو و گیلاس، ازگیل ، سیب و سماق می‌باشد

## طایفه
این روستا دارای شش طایفه و فامیلی بزرگ به نام های جمشیدی نریمانی گودرزی سرحدی ساسانی حشمدار است که همه با هم نسبت های فامیلی دارند.
تعداد اهالی این روستا در شهر کرج حداقل به هزار و صد خانوار می‌رسد. حدودا دُروانی های داخل کرج جمعیتی شش هزار نفری دارند.
یگانی های روستا خان یکان و بریانچال هم خود را دُروانی می‌دانند.

## سرشناسان
- پژمان جمشیدی
- مازیار فلاحی نوه دختری محمود خان نریمانی